# Кшеве-Великі
Кшеве-Велике (пол. Krzewie Wielkie) — село в Польщі, у гміні Грифув-Шльонський Львувецького повіту Нижньосілезького воєводства.
Населення — 343 особи (2011).
У 1975-1998 роках село належало до Єленьоґурського воєводства.

## Демографія
Демографічна структура станом на 31 березня 2011 року:
|          | Загалом | Допрацездатний вік | Працездатний вік | Постпрацездатний вік |
| -------- | ------- | ------------------ | ---------------- | -------------------- |
| Чоловіки | 183     | 32                 | 140              | 11                   |
| Жінки    | 160     | 30                 | 93               | 37                   |
| Разом    | 343     | 62                 | 233              | 48                   |